# Joakim Medin
Kaj Joakim Medin, född 28 augusti 1984 i Mölndal, Göteborgs och Bohus län, är en svensk journalist och författare som skriver reportageböcker.

## Biografi
Joakim Medin är född och uppvuxen i Mölndal, strax söder om Göteborg. Han flyttade till Uppsala och studerade till gymnasielärare i historia och samhällskunskap, samtidigt som han spelade tamburin i soulpopbandet Napoleon. Han arbetade som lärare på Westerlundska gymnasiet i Enköping. Han tog  ledigt för att resa runt i Latinamerika och var i Honduras när det blev militärkupp och protester där 2009. Han hjälpte då en amerikansk journalist med intervjuer och fotografering; senare reste han till Mexiko som fredsobservatör hos zapatistgerillan. Han återvände till Uppsala och studerade sedermera till journalist under ett år. Som journalist har han haft Mellanöstern och högerextremism som specialitet och han har framförallt arbetat som frilansande utrikesjournalist. Under en reportageresa till Syrien, för att rapportera om kurdernas situation i landet, fängslades han och hans tolk under en vecka. I februari 2022 var han på plats i Kiev när Ryssland inledde sin invasion av Ukraina och rapporterade därifrån under den kommande veckan.
År 2022 mottog han Uppsala kommuns hedersmedalj med motiveringen ”för att han som undersökande journalist, författare och föreläsare med integritet och stort personligt mod, genom riskfyllda reportageresor till olika delar av världen, kunnat belysa människors utsatthet och stora lidande i krig och konflikter.
Han är gift med journalisten Sofie Axelsson sedan 2024.

### Gripen i Turkiet
Den 27 mars 2025 greps Joakim Medin vid ankomsten till Turkiet, där han skulle bevaka pågående protester. Följande dag rapporterade chefredaktören för hans tidning (Dagens ETC), Andreas Gustavsson, att Medin hade tagits i förvar. Han anklagades för ”förolämpning av presidenten” och ”medlemskap i en terroristorganisation” och placerades i Marmarafängelset i Silivri, väster om Istanbul i väntan på rättegång. Marmarafängelset är ett högsäkerhetsfängelse där Medin förvaras på samma avdelning som Istanbuls fängslade borgmästare Ekrem Imamoglu.
Hans gripande är kopplat till en protest i Stockholm år 2023, där en skyltdocka som liknade president Tayyip Erdogan hängdes upp utanför stadshuset. Myndigheterna i Turkiet identifierade honom bland 15 misstänkta som var kopplade till demonstrationen. Arrangörerna av protesten säger dock att Medin inte deltog i aktionen. Pressfrihetsorganisationer fördömde gripandet. Reportrar utan gränser kallade det ”oförsvarligt”, medan Amnesty Sverige varnade för att det var ett hot mot yttrandefriheten. Svenska Tidningsutgivareföreningen uppmanade den svenska regeringen att agera ”skarpt och snabbt” för att Medin ska släppas fri och kallade Turkiets medierestriktioner alarmerande. I samband med Pressfrihetens dag 3 maj publicerade det internationella medieinitiativet ”One Free Press Coalition” sin årliga lista över världens tio mest akuta pressfrihetsfall, med Joakim Medin som en av de tio.
En knapp månad efter gripandet åtalades Medin för terrorbrott och för att ha förolämpat presidenten. Den första rättegången gällde förolämpningen av presidenten och hölls 30 april. Flera svenska politiker och fackliga representanter var närvarande vid rättegången, bland andra Jonas Sjöstedt (V) och Ulrika Westerlund (MP). Medin medverkade via videolänk. Han dömdes till 11 månaders fängelse villkorligt men hölls fortsatt fängslad i väntan på nästa rättegång, som gäller medlemskap i den terrorstämplade kurdiska organisationen PKK och spridande av deras propaganda. Hans advokat bedömde att han riskerade upp till 12 års fängelse.
Den 16 maj släpptes Medin ur fängelset och tilläts åka hem till Sverige. Anklagelserna om terrorbrott kvarstår och en rättegång planeras till september 2025, men Medin behöver då inte delta på plats.

## Böcker
Från reportageresorna till Syrien skrev han boken Kobane: den kurdiska revolutionen och kampen mot IS som kom ut 2016. Boken beskriver hans möte med kurdernas försök att skapa en mindre statsbildning i regionen Rojava. De hade då framgångsrikt kämpat mot Islamiska staten, som försökte etablera ett kalifat i området under 2010-talet.
Hans andra reportagebok handlade om Ungern efter kommunismens fall. Han funderar över hur premiärministern Viktor Orbán förvandlats från liberal rebell till nationalkonservativ despot. Han granskar även bland annat Ungerns EU- och flyktingpolitik samt Sverigedemokraternas kopplingar till Ungern.
Under några månader 2018 var han i Thailand och wallraffade bland svenska manliga turisters resor för att träffa prostituerade i landet. Han umgicks med männen som besökte barerna och utgav sig för att dela deras samhällsyn. Samtalen spelades in med dold mikrofon och han intervjuade även flera av kvinnorna. Hans infallsvinkel är att männen i stor utsträckning är främlingsfientliga och föraktar ett Sverige de menar har förstörts av mångkultur och feminism. Han menar också att sexturismen normaliseras av andra turister som besöker barerna och porrklubbarna. Reportaget finansierades bland annat av föreningen Schyst resande och ledde till deras rapport Welcome to Sin City. Han fortsatte sedan arbetet vilket ledde till boken Thailandssvenskarna, som lanserades hösten 2019.
I mars 2021 släpptes rapportboken Samhällsbärarna som han hade skrivit på uppdrag av riksförbundet Unizon. Boken handlar om ökningen av mäns våld mot kvinnor i hemmet under coronapandemins första år.
Hans femte bok Amanda – Min dotters resa till IS kom ut 2022 och är samskriven med Patricio Galvez. Boken är en biografisk berättelse om Galvez dotter Amanda Gonzalez som konverterade till islam i tonåren, radikaliserades och gifte sig med konvertiten Michael Skråmo. År 2014 reste paret och deras barn till IS-kalifatet i Syrien där både Gonzalez och Skråmo dödades 2019. Därefter åkte Galvez själv till Syrien för att rädda sina sju föräldralösa barnbarn.
Hans bok Kurdspåret nominerades 2023 till journalistikpriset Guldspaden.